# Artemisia thuscula
Artemisia thuscula, también llamada Artemisia canariensis, es una especie de arbusto endémico de las Islas Canarias.

## Distribución
Se encuentra en zonas semiáridas de las Islas Canarias (menos Fuerteventura y Lanzarote), donde se encuentra junto con calcosas, verodes y duraznillos.

## Nombre común
Conocido como mol (del tamazight insular: ⵎⵓⵍ) en la isla de El Hierro, incienso canario, azuaca o ajenjo de Canarias